# 井川遥
井川 遥（いがわ はるか、1976年6月29日 - ）は、日本の女優。東京都出身。エフ・エム・ジー所属。

## 略歴
1976年、東京都墨田区出身、練馬区で育つ。東横学園女子短期大学を卒業。短大卒業後はOLとして会社に勤務したが半年で退社し、モデルを始めた。1999年、『東洋紡水着サマーキャンペーンガール』として本格的に芸能界デビュー。
雑誌モデルのほか、女優として多くのテレビドラマ、映画、舞台などに出演している。映画初主演は『目下の恋人』（2002年）。2005年公開の映画『樹の海』にて第15回日本映画批評家大賞・助演女優賞を受賞。あわせて高崎映画祭最優秀助演女優賞を受賞している。同作品は、2004年の東京国際映画祭で日本映画・ある視点部門の作品賞を受賞。
NHK連続テレビ小説では『純情きらり』（2006年）ではヒロインの姉役を演じるなど3度出演。同年、映画『大奥』では準主役・月光院を演じた。2011年の映画『東京公園』では、ストーリーのカギとなる歯科医・初島の妻を演じた。同作は第64回ロカルノ国際映画祭にて金豹賞審査員特別賞を受賞。第85回キネマ旬報ベスト・テンにて第7位に選ばれた。
ドラマ初主演は2013年の、NHKのドラマ10『ガラスの家』（脚本：大石静）。2015年、TBS日曜劇場『流星ワゴン』には主人公の妻役で出演。さかなクンの自叙伝をもとに制作された、映画『さかなのこ』に主人公のミー坊（さかなクンの愛称）の母として出演。
2017年、ファッションブランド「ヘルト（Herato）」と「ロワン（loin.）」のプロデュースを手がける。2025年5月4日、同年夏をもってブランド「ロワン」を休止することを発表。

## 人物
2006年11月26日に単独で会見を行い、14歳年上のファッションデザイナー松本与（あとう）と同月22日に結婚したことを発表した。松本の父親は元パイオニア会長の松本冠也で、祖父はパイオニア創業者の松本望。
2009年6月28日に第1子女児、2012年7月に第2子男児をそれぞれ出産した。

### 出来事
2001年には月刊誌『現代』（講談社）のインタビューで自ら在日韓国人であることを語ったものの実際の誌面ではそのくだりがカットされてしまうという“事件”が起こった。

## 出演

### 映画
- 目下の恋人（2002年11月30日、「目下の恋人」製作委員会） - 主演・アカリ 役[22]
- tokyo.sora（2002年10月29日、日活＝東京テアトル[23]） - ユキ 役[24]
- DOG STAR（2002年4月27日、東京テアトル＝オメガ・ミコット[25]） - ハルカ 役[25]
- FILAMENT フィラメント（2002年3月23日、アートポート＝アースライズ<提供　イームービー>）[26]） - 澤田明日実 役[27]
- 69 sixty nine（2004年7月10日、東映） - アルファロメオの女 役[28]
- 樹の海（2005年6月25日、ビターズ・エンド） - 手島映子 役[29]
- 大停電の夜に（2005年11月19日、アスミック・エース） - 草野美寿々 役[30]
- ヒナゴン（2005年7月30日、ビデオプランニング） - 主演・石井信子 役（伊原剛志とのW主演）[31]
- 水霊 ミズチ（2006年5月27日、トルネード・フィルム） - 主演・戸隠響子 役[32]
- 暗いところで待ち合わせ（2006年11月25日、ファントム・フィルム） - 三島ハルミ 役[33]
- 大奥（2006年12月23日、東映） - 月光院 役[34]
- 犯人に告ぐ（2007年10月27日、ショウゲート） - 早津名奈 役[35]
- 象の背中（2007年10月27日、松竹） - 青木悦子 役[36]
- チーム・バチスタの栄光（2008年2月9日、東宝） - 大友直美 役[37]
- イキガミ（2008年9月27日、東宝） - 近藤医師 役[38]
- トウキョウソナタ（2008年9月27日、ピックス） - 金子先生 役[39]
- ディア・ドクター（2009年6月27日、エンジンフイルム / アスミック・エース） - 鳥飼りつ子 役[40]
- 今度は愛妻家（2010年1月16日ショウゲート・東映） - 井川ゆり 役[41]
- 東京公園（2011年6月18日、ショウゲート） - 初島百合香／志田杏子 役[42]
- さかなのこ（2022年9月1日、東京テアトル） - ミチコ 役[12][13]
- ショウタイムセブン（2025年2月7日、アスミック・エース） - 伊東さくら 役[43]
- アフター・ザ・クエイク（2025年10月3日公開予定、ビターズ・エンド） - 善也の母 役[44]
- 見はらし世代（2025年10月10日公開予定、シグロ） - 由美子 役[45]
- 平場の月（2025年11月14日公開予定、東宝） - 須藤葉子 役[46][47]

### テレビドラマ

#### 連続ドラマ
- 空から降る一億の星（2002年4月25日 - 6月24日、フジテレビ） - 西原美羽 役[48]
- 私立探偵 濱マイク（2002年7月１日 - 9月16日、読売テレビ） - 比留間ひる 役[49]
- サイコドクター 第2話（2002年10月16日、日本テレビ） - 木下純（松本貴子） 役[50]
- 風子のラーメン（2003年2月10日 - 3月10日、NHK） - 沢田智子 役[51]
- ぼくの魔法使い（2003年4月19日 - 7月5日、日本テレビ） - 井川遥（本人） 役
- 高原へいらっしゃい（2003年7月3日 - 9月4日、TBS） - 本間さおり 役[52]
- 乱歩R 第5話 -白髪鬼-（2004年2月9日、読売テレビ） - 小沼時子 役
- 菊亭八百善の人びと（2004年3月29日 - 5月17日、NHK） - 中島みどり 役[53]
- 光とともに…〜自閉症児を抱えて〜（2004年4月14日 - 6月23日、日本テレビ） - 藪下めぐ美 役[54]
- 瑠璃の島（2005年4月16日 - 6月18日、日本テレビ） - 中嶋（斉藤）美月 役[55]
- 連続テレビ小説（NHK）
  - 純情きらり（2006年4月 - 9月） - 有森（河原→有森→鈴村）杏子 役[5]
  - 半分、青い。（2018年4月 - 9月） - 菱本若菜 役[56]
  - おちょやん（2020年11月 - 2021年5月） - 高城百合子 役[57][58]
- ブスの瞳に恋してる（2006年4月11日 - 6月20日、関西テレビ） - 藤原美也子 役[59]
- 孤独の賭け〜愛しき人よ〜（2007年4月12日 - 6月21日、TBS） - 中川京子 役
- 大河ドラマ（NHK）
  - 風林火山（2007年） - 伊勢 役[60]
  - 花燃ゆ（2015年） - 高須久子 役[61]
- Room Of King（2008年10月4日 - 11月29日、フジテレビ） - 響京子 役[62]
- 素直になれなくて（2010年4月15日 - 6月24日、フジテレビ） - 山本桐子 役[63]
- フリーター、家を買う。（2010年10月19日 - 12月21日、フジテレビ） - 永田亜矢子 役[64]
  - フリーター、家を買う。スペシャル（2011年10月4日）[65]
- グッドライフ〜ありがとう、パパ。さよなら〜（2011年4月19日 - 6月28日、関西テレビ） - 澤本華織 役[66]
- 向田邦子ドラマ・胡桃の部屋（2011年7月26日 - 8月30日、NHK総合） - 清水咲良 役[67]
- ガラスの家（2013年9月3日 - 10月29日、NHK） - 主演・玉木黎 役[68]
- 流星ワゴン（2015年1月18日 - 3月22日、TBS） - 永田美代子 役[11][69]
- スニッファー 嗅覚捜査官（2016年10月22日 - 12月3日、NHK総合） - 末永由紀 役[70]
  - スニッファー スペシャル（2018年3月21日）[71]
- 貴族探偵（2017年4月17日 - 6月26日、フジテレビ） - 喜多見切子 役[72]
- 先に生まれただけの僕（2017年10月14日 - 12月26日、日本テレビ） - 綾野沙織 役[73]
- 半沢直樹（2020年7月19日 - 9月27日、TBS） - 新山智美 役[74]
- 持続可能な恋ですか?〜父と娘の結婚行進曲〜（2022年4月19日 - 6月21日、TBS） - 日向明里 役[75][76]
- BSプレミアムドラマ 拾われた男 Lost Man Found（2022年6月26日 - 8月28日、NHK BSプレミアム・ディズニープラス） - 井川遥 役（本人役）[77][78]
- 罠の戦争（2023年1月16日 - 3月27日、関西テレビ・フジテレビ） - 鷲津可南子 役[79]
- 下剋上球児（2023年10月15日 - 12月17日、TBS） - 南雲美香 役[80]
- 地震のあとで 第3話『神の子どもたちはみな踊る』（2025年4月19日、NHK総合） - 善也の母 役[81]

#### スペシャルドラマ・単発ドラマ
- 愛の手前 恋のとなり（2002年3月29日・4月5日、テレビ朝日） - アカリ 役
- ほんとにあった怖い話 春の恐怖ミステリー 「父の想い」（2003年4月8日、フジテレビ） - 斉藤真利江 役[82]
- 世にも奇妙な物語 秋の特別編 「遠すぎた男」（2003年9月18日、フジテレビ） - サエコ 役[83]
- 竜馬がゆく（2004年1月2日、テレビ東京） - お田鶴 役[84]
- ぶるうかなりや（2005年5月22日、WOWOW） - 風見雛子 役[85]
- ウーマンズ・アイランド〜彼女たちの選択〜（2006年2月24日、日本テレビ） - 石川絵里子 役[86]
- 恋のから騒ぎドラマスペシャル〜Love StoriesIII〜「荷台に乗せられた女」（2006年9月26日、日本テレビ）
- 死ぬかと思った Case02 「私がやりました」（2007年4月14日、日本テレビ）[87]
- 天国のスープ（2008年10月19日、WOWOW） - 杉村麻実 役[88]
- 妖しき文豪怪談 「鼻」（2010年8月25日、NHK-BShi） - トメ 役[89]
- かもしれない女優たち 2016（2016年10月10日、フジテレビ） - 主演・井川遥 役[90]
- NHKスペシャル「未解決事件　File.09 松本清張と帝銀事件」（2022年12月29日、NHK）[91]

### 舞台
- HAKANA（2002年、パルコ劇場/近鉄劇場）
- 美しきものの伝説（2003年、シアター・トップス）
- オキシジェン（2003年、シアタートラム）
- 見よ、飛行機の高く飛べるを（2004年、シアタートラム／11月27日 - 28日、茨城・水戸芸術館ACM劇場[92]）
- うら騒ぎ / ノイゼズ・オフ　シリーズ「笑い」④（2005年6月27日 - 7月24日、新国立劇場 小劇場THE PIT）[93]
- 竹中直人の匙かげん2『そう。』（2006年 - 2016年12月24日、下北沢本多劇場）[94]

### 料理番組
- 井川遥　スープ　ひとくちの幸せ2016年（2016年2月23日 、NHK BSプレミアム）[95]
- 井川遥　驚きのみそ汁　一杯の幸せな旅（2017年4月12日、 NHK BSプレミアム）[96]
- 朝ごはんLab.（2021年6月11日 - 、BS4K／2021年8月5日 - 、NHK BSプレミアム／2021年9月23日 - 、NHK総合）[97]

### ドキュメンタリー
- 芸術都市パリの100年（2008年、毎日放送）[98]
- クラシックミステリー 名曲探偵アマデウス（2009年、NHK-BShi）
- BBC EARTH 2013（2013年、WOWOW） - ナビゲーター[99]
- 井川遥 スープ ひとくちの幸せ（2016年2月23日、NHK BSプレミアム） - ナビゲーター[100]
- パンダ 山へ帰る 〜密着記録 野生化プロジェクト〜（2017年2月27日、NHK総合） - ナレーター[101]
- アンバージャーニー（2024年7月29日 - 、日本テレビ） - ナビゲーター[102]

## 書籍

### エッセイ
- 井川遥と申します。（新潮ムック）（2002年7月、新潮社）ISBN 4-10-790102-5
- あしたの風（2002年9月、飛鳥新社）ISBN 978-4870315235

### 雑誌・その他
- VERY（光文社）レギュラー表紙モデル（2008年7月号 - 2012年8月号、その後も大多数の号）
- 千吉良恵子の可能力メイク（美人開花シリーズ）（2008年6月、ワニブックス）モデル  ISBN 4-847-01778-1
- TreB vol.4 井川遥（2001年7月、ぶんか社）トレカブック ISBN 4-8211-2385-1